# Nokereberg
De Nokereberg is een heuvel in Nokere, in de Belgische provincie Oost-Vlaanderen

## Wielrennen
In de wielersport wordt de helling meermaals beklommen in de wielerwedstrijd Nokere Koerse.
De helling is al een aantal keer beklommen in de Ronde van Vlaanderen (2003, 2008, 2011 en 2012). In 2003 als eerste helling van de dag. Hierna volgde de lus door de Zwalmstreek met de Molenberg en Wolvenberg. In 2008 als tweede helling van de dag, na de Kluisberg (zijde Orroir) en voor de Molenberg. In 2011 eveneens als tweede helling, tussen Tiegemberg en Rekelberg.
De helling wordt ook vaker opgenomen in Kuurne-Brussel-Kuurne, Dwars door Vlaanderen en de Omloop Het Volk voor vrouwen.
De helling bestaat geheel uit kasseien.
De helling is ook opgenomen in de gele lus van de recreatieve fietsroute Ronde van Vlaanderenroute.

## Afbeeldingen

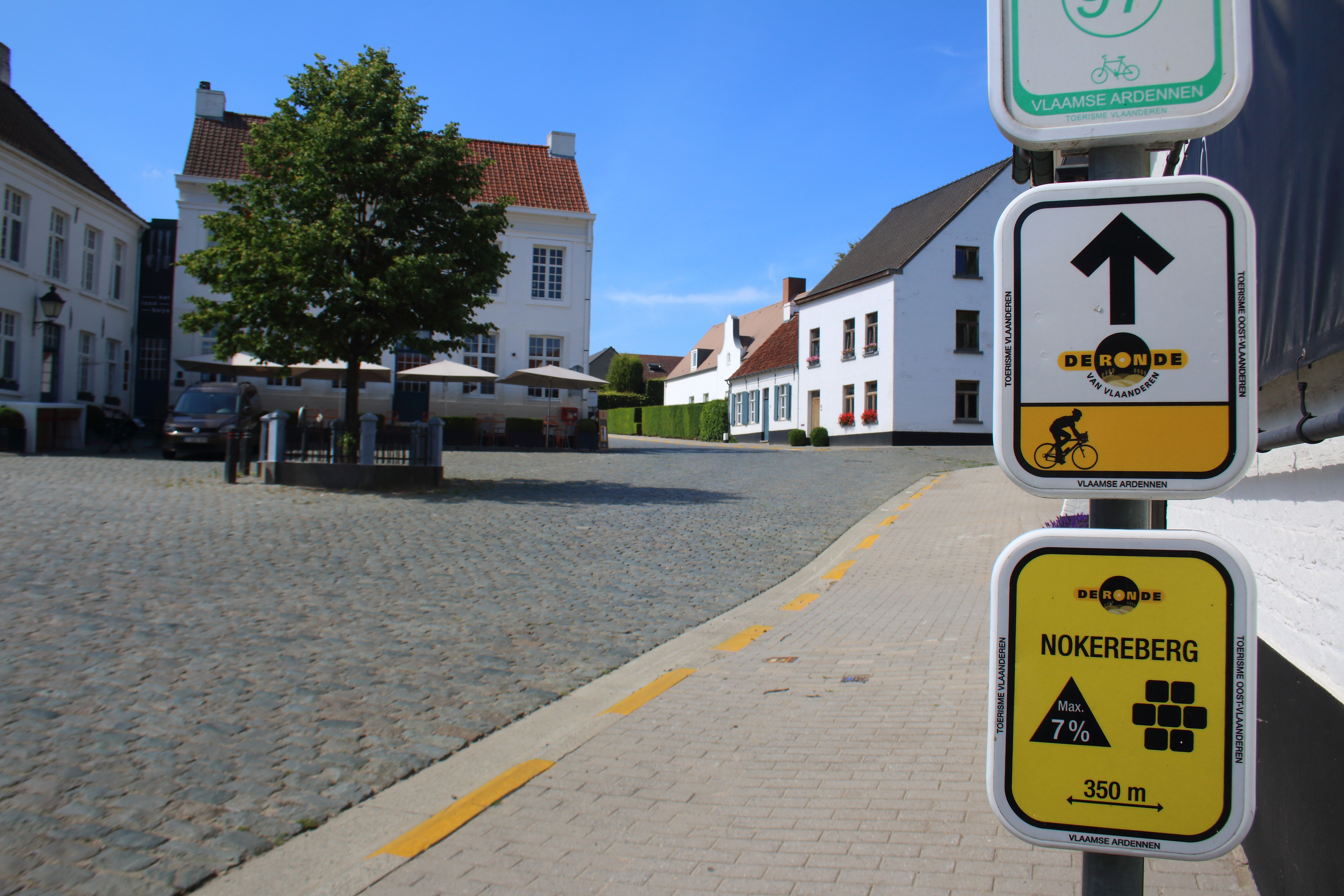
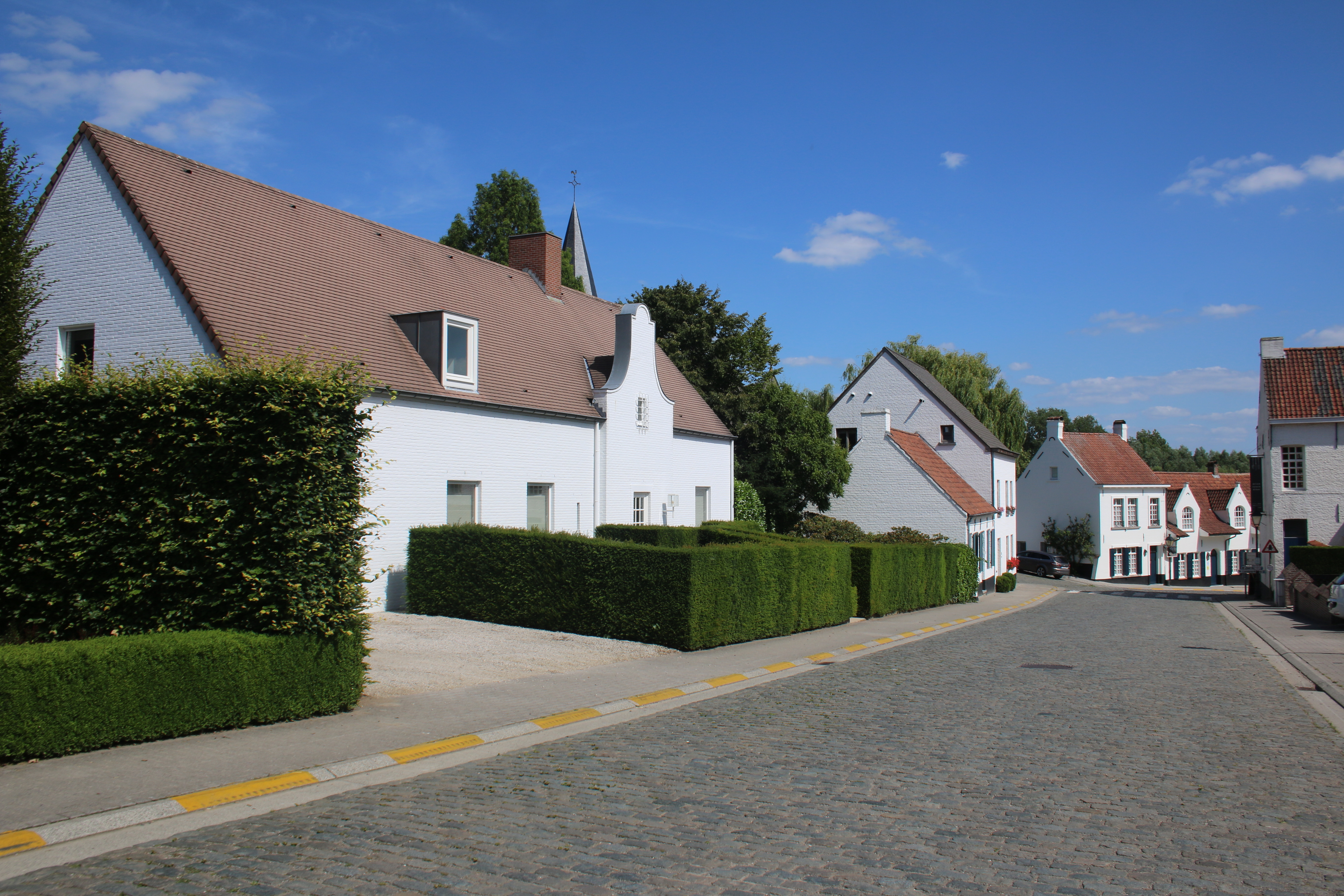
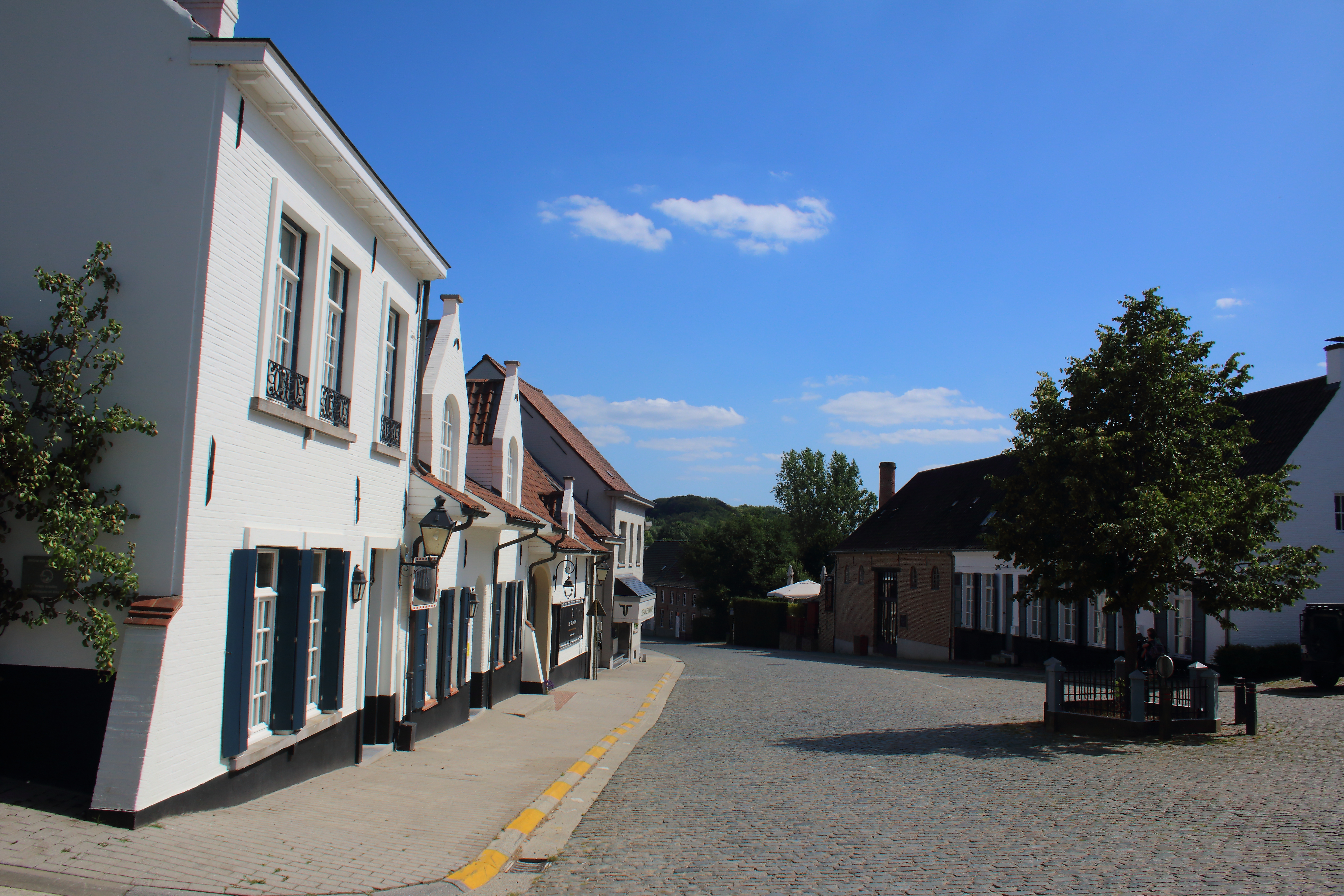